# Ruta de Illinois 16
La Ruta de Illinois 16, y abreviada IL 16 (en inglés: Illinois Route 16) es una carretera estatal estadounidense ubicada en el estado de Illinois. La carretera inicia en el oeste desde la IL 100  , GRR 1   en Hardin hacia el este en la US 150  , IL 1 , IL 133  en Paris. La carretera tiene una longitud de 281,1 km (174.66 mi).

## Mantenimiento
Al igual que las autopistas interestatales, y las rutas federales y el resto de carreteras estatales, la Ruta de Illinois 16 es administrada y mantenida por el Departamento de Transporte de Illinois por sus siglas en inglés IDOT.